# Nihonogomphus viridis
Nihonogomphus viridis là loài chuồn chuồn trong họ Gomphidae. Loài này được Oguma mô tả khoa học đầu tiên năm 1926.